# Игудала, Андре
А́ндре Та́йлер Игуда́ла (англ. Andre Tyler Iguodala; родился 28 января 1984 года в Спрингфилде, штат Иллинойс) — американский баскетболист, 4-кратный чемпион НБА. Играл на позиции лёгкого форварда, отличался высоким мастерством при игре в обороне.
До начала профессиональной карьеры Игудала играл за команду старшей школы Ланфиер из Спрингфилда и студенческую команду Аризонского университета «Аризона Уайлдкэтс». На драфте НБА 2004 года он был выбран под 9-м номером клубом «Филадельфия Севенти Сиксерс», за который выступал на протяжении восьми сезонов, пока в 2012 году его не обменяли в «Денвер Наггетс». После одного сезона в Денвере, летом 2013 года, подписал четырёхлетний контракт с «Голден Стэйт Уорриорз». В сезоне 2014/2015 выиграл с этой командой чемпионат НБА и был признан самым ценным игроком финальной серии против «Кливленд Кавальерс». В дальнейшем выигрывал с «Уорриорз» чемпионаты НБА 2016/2017, 2017/2018 и 2021/2022, в 2020—2021 годах выступал также за «Майами Хит».
По итогам своего первого сезона в НБА включён в символическую сборную лучших новичков лиги. В 2006 году признан самым ценным игроком матча новичков НБА и был финалистом конкурса по броскам сверху. В 2011 году за успешную игру в обороне был включён во вторую сборную всех звёзд защиты НБА, а в 2014 году попал в первую сборную. Один раз, в 2012 году, баскетболист участвовал в матче всех звёзд НБА.
В составе американской баскетбольной сборной он стал чемпионом мира в 2010 году и олимпийским чемпионом в 2012 году.

## Ранние годы
Андре Игудала родился в Спрингфилде, штат Иллинойс. Его мать — афроамериканка Линда Шаклин, отец — нигериец Леонард Шаклин. Мать и дядя Игудалы занимались баскетболом, его старший брат Фрэнк играл в баскетбол за университетские команды.
Баскетбольными кумирами в детстве Игудалы были Джален Роуз, Пенни Хардуэй, Майкл Джордан и Скотти Пиппен. Сам Андре начал заниматься баскетболом в возрасте четырёх-пяти лет. В 1992 году он вместе с братом Фрэнком посещал детский баскетбольный лагерь, который каждое лето в Спрингфилде проводил местный баскетболист Кевин Гэмбл, игравший в НБА. По словам Игудалы, эти занятия многому его научили.
Андре Игудала учился в старшей школе Ланфиер в Спрингфилде. В школьную баскетбольную команду Игудала, имевший при поступлении рост 178 см и продолжавший расти, попал не сразу, больше преуспевал в лёгкой атлетике, специализируясь на прыжках в длину. Андре выступал в младших классах за молодёжную команду школы и играл в основном на позиции разыгрывающего защитника, хотя и был самым высоким в команде. Важным эпизодом в становлении Игудалы как баскетболиста стала его дружба с Ричардом Макбрайдом по прозвищу «Кадиллак». Макбрайд перевёлся в Ланфиер в восьмом классе и сразу же стал главной звездой школьной баскетбольной команды, выделяясь своим талантом среди остальных игроков.
Благодаря Макбрайду Игудала попал в команду Любительского спортивного союза (AAU), где вышел на новый уровень. По словам Макбрайда, каждый год он наблюдал, как Андре прогрессирует, особенно ощутимых успехов он добился перед выпускным классом. Летом 2001 года Игудала помог команде выиграть национальный чемпионат среди юношей до 17 лет. В финальном матче он забросил победный мяч с сиреной и был признан самым ценным игроком турнира. После этого Игудалой заинтересовались тренеры университетских команд Иллинойса, Арканзаса и Аризоны.

## Аризонский университет
В выпускном классе старшей школы аналитики отдавали Игудале 26-е место в своём рейтинге лучших новобранцев для студенческих команд, среди лёгких форвардов он был на 6-м месте. Изначально Игудала собирался поступать в Арканзасский университет и подписал соответствующее письмо о намерениях. Однако, после того как с тренером арканзасской команды Ноланом Ричардсоном был расторгнут контракт, Андре изменил своё решение и отозвал письмо. Вместо Арканзаса он выбрал Аризонский университет. Выбор команды под руководством Люта Олсона был во многом обусловлен тем, что ранее с ней связал своё будущее друг Игудалы, Хассан Адамс.
В университетской команде «Аризона Уайлдкэтс» Игудала многому учился у второкурсника Люка Уолтона, надеясь перенять его манеру игры. По словам Игудалы, Уолтон научил его, как правильно отдавать передачи, выбирать позицию и жертвовать собственной результативностью ради успехов команды. На первом курсе Игудала хорошо проявлял себя в игре на отскоках от щита, делая подбор и отправляя партнёров в быстрый прорыв к чужому кольцу. Дебютный сезон в студенческом баскетболе Андре завершил с показателями 6,4 очка и 4,9 подбора в среднем за игру. Его команда дошла до регионального финала турнира Национальной ассоциации студенческого спорта (NCAA), где уступила «Канзас Джейхокс».
После первого года в студенческом баскетболе Игудала обнаружил своё имя среди перспективных игроков, которым аналитики предрекали высокие места на драфте НБА 2004 года. Осознание, что карьера профессионального баскетболиста для него реальна, существенным образом изменило отношение Игудалы к себе. Он полностью сосредоточился на баскетболе, пропускал все вечеринки и развлечения, раньше других игроков приходил в спортзал на тренировку. Статистические показатели Игудалы на втором курсе значительно выросли — он набирал в среднем за игру 12,9 очка, 8,4 подбора и 4,9 передачи. Однако команда, игравшая без Уолтона, была в целом слабее, чем годом ранее и вылетела уже в первом раунде турнира NCAA. После двух сезонов в Аризонском университете Игудала выставил свою кандидатуру на драфт НБА 2004 года и нанял агента Роба Пелинку.
За два года в колледже Игудала сделал десять дабл-даблов и три трипл-дабла. Кроме него лишь Джейсону Кидду среди игроков конференции Pac-10 удавалось сделать больше одного трипл-дабла за сезон. В сезоне 2002/2003 Игудала был включён в символическую сборную новичков конференции. В следующем сезоне он был включён в первую символическую сборную конференции, включён в региональную сборную по версии Ассоциации баскетбольных журналистов США (USBWA) и удостоен почётного упоминания от Associated Press при оглашении всеамериканской сборной.

## НБА

### Первые годы в «Филадельфии» (2004—2006)

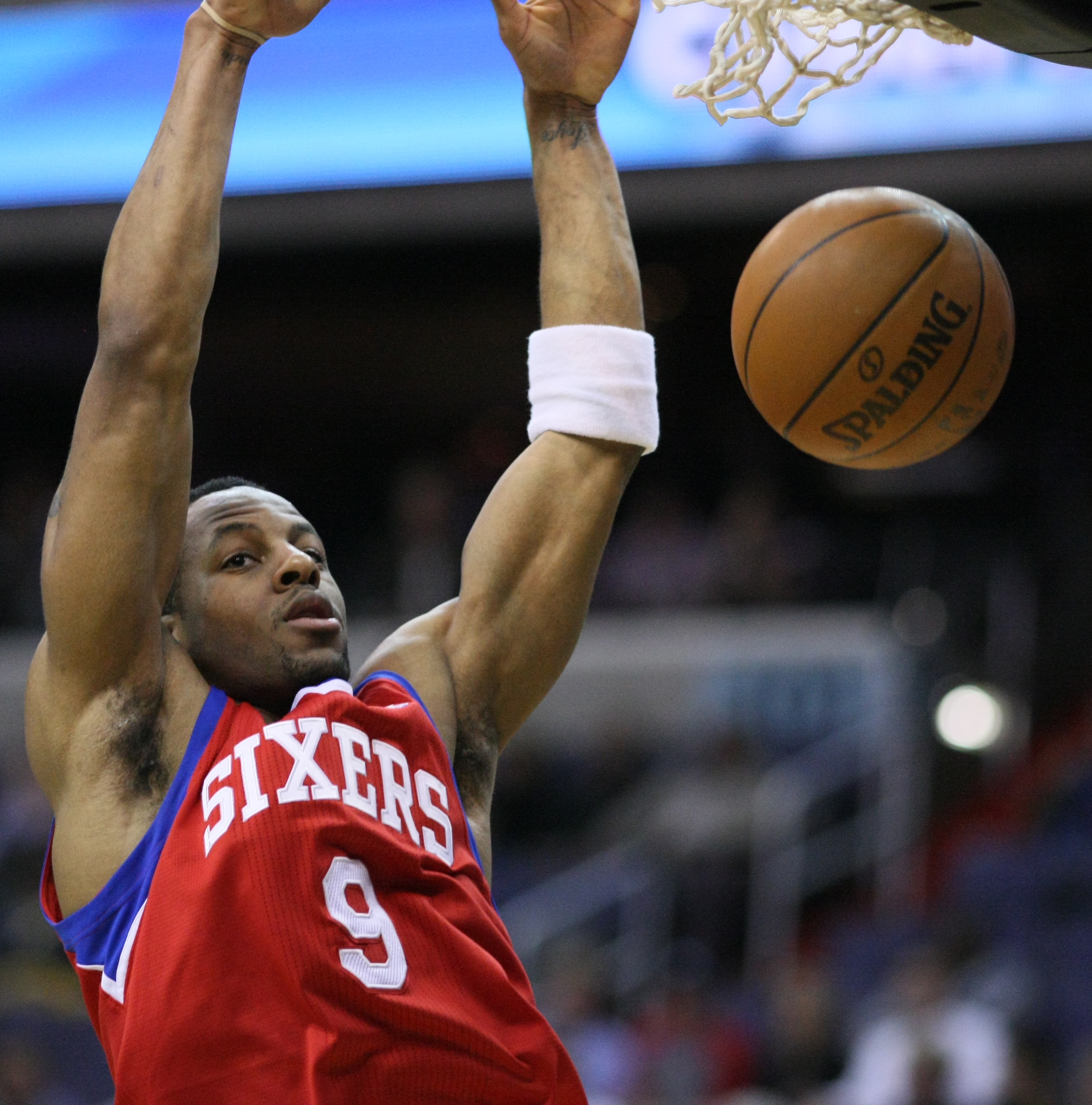
Игудала после данка

На драфте НБА Игудала был выбран в первом раунде под девятым номером клубом «Филадельфия Севенти Сиксерс». Команда заранее рассчитывала выбрать Игудалу и проводила с ним до драфта закрытые тренировки, чтобы не привлекать внимание конкурентов к перспективному игроку. Не все, однако, соглашались, что Игудала готов к НБА. Бывший тренер и обозреватель ESPN Дик Витале писал, что Андре совершает огромную ошибку, оставляя Аризонский университет, где он ещё многому может научиться у тренера Олсона.
Перед началом своего дебютного сезона в НБА Игудала на тренировочных сборах впечатлил тренера «Филадельфии» Джима О’Брайена и выиграл конкуренцию за место в стартовой пятёрке у ветерана Гленна Робинсона. Тренер отмечал физические данные Андре и его умение играть в защите. Когда Игудала появился в команде, её неоспоримым лидером был защитник Аллен Айверсон, при котором все остальные игроки, включая Андре, выполняли лишь вспомогательные функции. Сам Игудала, рассказывая о времени, проведённом в одной команде с Айверсоном, сравнивает себя с бэк-вокалистом, гастролирующим вместе с Rolling Stones, и говорит, что это было хорошее время.
Свой дебютный сезон в НБА Игудала закончил с показателями 9 очков, 5,7 подбора и 3 передачи в среднем за игру. Он был единственным из игроков «Филадельфии», кто все 82 матча регулярного сезона 2004/2005 и пять матчей плей-офф начинал в стартовой пятёрке. Андре единственным из новичков сезона записал на свой счёт трипл-дабл. Он также занял восьмое место среди игроков лиги по перехватам в среднем за игру (1,68). Всё это позволило ему войти в первую символическую Сборную лучших новичков сезона.
Во втором сезоне Игудала хорошо проявил себя на Матче новичков в рамках звёздного уикенда 2006 года, набрал 30 очков и был признан самым ценным игроком матча. На следующий день Андре принял участие в конкурсе слэм-данков. Забив сверху в эффектном прыжке из-за щита с отскоком после передачи Айверсона, он получил максимальную оценку в 50 баллов и вышел в финал, где соперничал с Нейтом Робинсоном. После двух данков судьи присудили обоим участникам равное количество баллов, а победитель определился в дополнительной попытке, в которой Робинсон на один балл обошёл Игудалу, выиграв конкурс. Судейство многими было отмечено как спорное.
Второй сезон подряд Игудала провёл все 82 игры регулярного сезона в стартовой пятёрке, его результативность повысилась до 12,3 очка, 5,9 подбора и 3,1 передачи за игру, по этим трём показателям Андре был третьим среди игроков своей команды. В том сезоне в «Филадельфии» наметился кризис, команда не попала в плей-офф, а Аллен Айверсон стал требовать усиления состава или обмена в более амбициозную команду. Результатом в декабре 2006 года, после провального начала сезона, стал отказ «Филадельфии» от услуг Айверсона путём его обмена в «Денвер Наггетс».

### Лидер «Филадельфии» (2007—2012)
В отсутствие Айверсона Игудала взял на себя лидерские функции в команде. Через два дня после обмена он набрал в игре против «Бостон Селтикс» 31 очко и помог «Филадельфии» прервать проигрышную серию из 12 матчей. Генеральный менеджер Билли Кинг вспоминал: «Мы все знали, что он разносторонний игрок, но многие видели в нём лидера команды». Все успехи в истории «Филадельфии Севенти Сиксерс» были достигнуты, когда команда строилась вокруг звёздных игроков. Уилт Чемберлен, Мозес Мэлоун, Джулиус Ирвинг приводили клуб к победе в чемпионате, Аллен Айверсон выводил его в финал, от Игудалы в Филадельфии ожидали подобного достижения. Андре действительно пытался стать лидером команды, его статистические показатели заметно повысились. В сезоне 2006/2007 его результативность возросла с 12,3 до 18,2 очка в среднем за игру. В следующих четырёх сезонах он в среднем набирал 17 очков за игру. Летом 2008 года Андре подписал с «Филадельфией» новый шестилетний контракт на сумму 80 млн долларов. Подобный контракт, делавший Игудалу самым высокооплачиваемым игроком в команде, автоматически означал повышение спроса с него. Комментируя сделку, менеджер Эд Стефански говорил о том, что Игудала выполняет большой объём работы и старается помогать партнёрам вне площадки. Андре посещал тренировочные лагери для молодых игроков, участвовал в приветствии новичков после драфта и развил значительную активность в социальных сетях, подбадривая партнёров.
За восемь сезонов, которые Игудала провёл в «Филадельфии», команда пять раз играла в плей-офф, но лишь один раз смогла пройти дальше первого раунда, и была очень далека от уровня «Севенти Сиксерс» начала 2000-х, когда едва не выиграла чемпионат. При Игудале сменилось пять тренеров — О’Браен, Морис Чикс, Тони Дилео, Эдди Джордан и Дуглас Коллинз. Руководство «Филадельфии» экспериментировало с составом, в сезоне 2009/2010 даже ненадолго вернулся Айверсон. Тони Дилео вспоминал, что болельщики клуба относились к Андре холодно, не опускаясь до оскорблений, но и не питая к нему большой любви, поскольку он так и не смог заменить их кумира Аллена Айверсона. Болельщики и специалисты сходились во мнении, что Игудала не являлся той суперзвездой, вокруг которой можно строить команду. Ему в вину ставили, что он не даёт раскрыться новичку Эвану Тёрнеру, на которого в Филадельфии возлагались большие надежды и который привык играть на той же позиции, что и Андре.
Филадельфийские болельщики привыкли к спортивным достижениям. Бейсболисты «Филлис» дважды играли в Мировой серии, хоккеисты «Флайерз» дошли до финала Кубка Стэнли, футболисты «Иглз» провели отличный сезон с 11 победами при 5 поражениях. И в то же время Игудала был лицом баскетбольного клуба «Севенти Сиксерс», который терпел до 55 поражений в сезоне, занимал 26-е место по посещаемости домашних матчей и лучше выступал в гостевых играх, чем в родных стенах. Сам Игудала говорил: «В Филадельфии важно не то, кто ты, а то, что ты делаешь. Ты можешь быть худшим в мире человеком, но если ты набираешь много очков или выигрываешь чемпионат, тебе простят даже убийство».
При тренере Дугласе Коллинзе, который возглавил «Филадельфию» в 2010 году, в игре команды наконец наметился прогресс. Тренер, оценив сильные и слабые стороны Андре, построил игровую модель так, чтобы Игудала оказался в более комфортных для себя условиях, как это было до ухода Айверсона. Тактика Коллинза более не требовала от Андре завершать большинство атак, он мог играть в своей излюбленной манере, раздавая передачи и защищаясь против соперника. Выбранный Коллинзом подход окупился сполна. В 2012 году Игудала, который стал набирать меньше очков, но компенсировал этот недостаток большим числом передач, подборов и более полезной игрой в обороне, впервые в своей карьере получил приглашение на Матч всех звёзд НБА. В решающей игре серии плей-офф против «Чикаго» два успешных штрафных броска Андре за две секунды до конца игры вывели «Филадельфию» во второй раунд, чего команда не добивалась с тех пор, как её покинул Айверсон. Однако вместо того, чтобы продолжать строить команду вокруг Игудалы, летом 2012 года руководство «Филадельфии» решило пойти на радикальные изменения и обменять своего ведущего игрока.

### «Денвер Наггетс» (2012—2013)

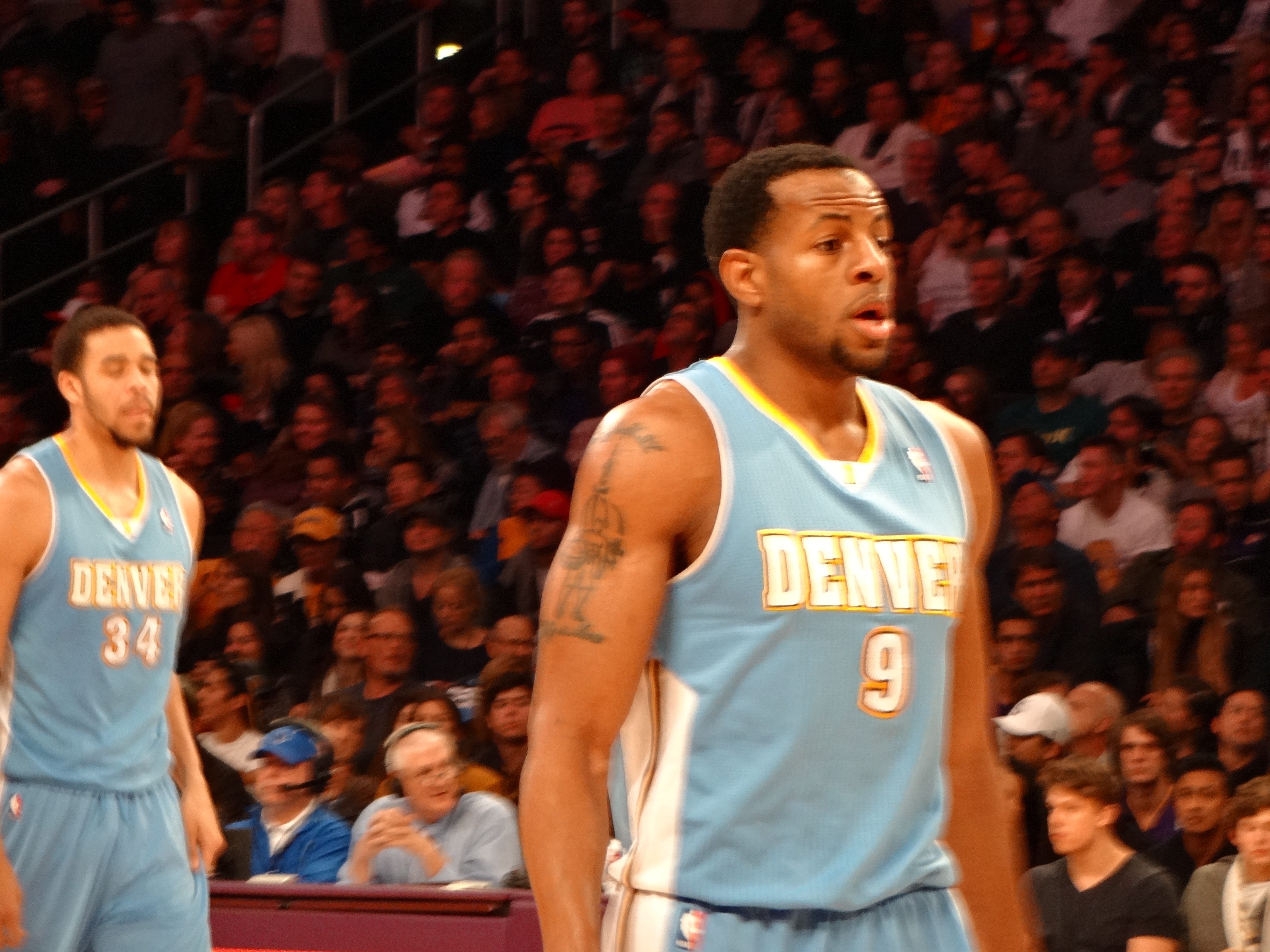
Игудала в составе «Денвер Наггетс»

10 августа 2012 года Андре перешёл в «Денвер Наггетс» в результате четырёхстороннего обмена. В сделке помимо «Наггетс» также участвовали «Филадельфия Севенти Сиксерс», «Лос-Анджелес Лейкерс» и «Орландо Мэджик». В итоге клубы обменялись своими звёздными игроками: Эндрю Байнам отправился в «Филадельфию», Дуайт Ховард перешёл в «Лейкерс». Для самого Игудалы новость об обмене стала неожиданностью — он узнал слухи от партнёра по команде, когда выступал на Олимпийских играх.
Дебютный матч в составе «Денвера» Игудала проводил в новом сезоне против своей бывшей команды в Филадельфии. «Денвер» проиграл 75:84, Игудала отметился 11 очками. После игры филадельфийский журналист Джон Смоллвуд написал, что зрители увидели ничем не запоминающуюся игру Андре такой, какой видели её все прошлые годы.
В «Денвере» под руководством Джорджа Карла Игудала уже не был главным атакующим игроком. Эта роль отводилась более молодым Таю Лоусону и Данило Галлинари. Сезон Андре завершил с показателем 13 набранных очков в среднем за игру. При этом он приносил ощутимую пользу своими передачами и игрой в обороне. Команда удачно выступила в регулярном сезоне 2012/2013, одержав 57 побед при 25 поражениях, но в первом раунде плей-офф, имея несколько травмированных игроков, уступила «Голден Стэйт Уорриорз» по сумме шести игр. После этого поражения Карл был уволен с должности главного тренера, «Наггетс» покинул генеральный менеджер Масай Уджири, с которым у Игудалы сложились хорошие отношения, кроме того, закончилось действие обязательной части шестилетнего контракта самого Андре, и он, отказавшись от последнего года, решил искать другую команду.

### «Голден Стэйт Уорриорз» (2013—2019)

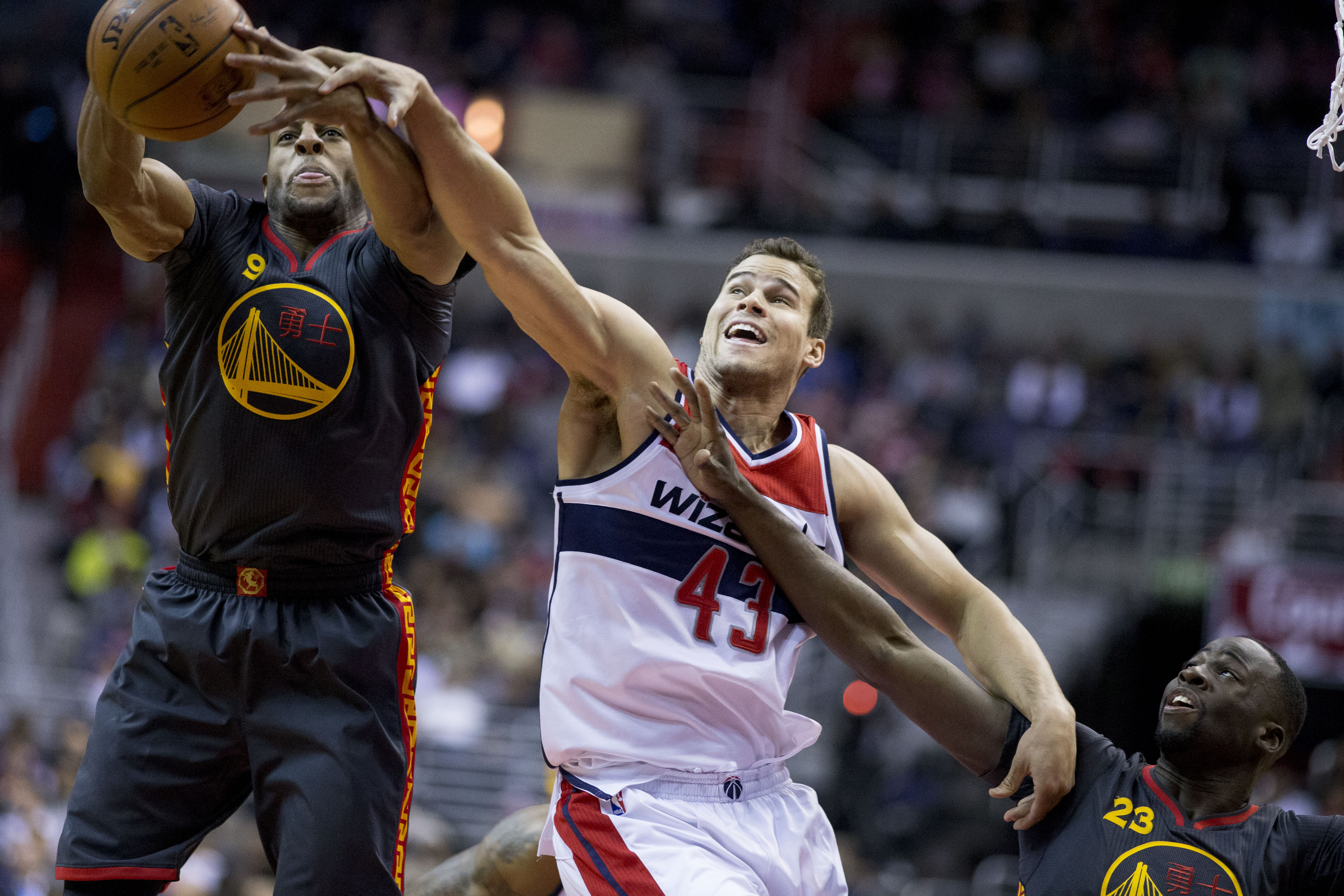
Игудала в борьбе с Крисом Хамфрисом

На Игудалу претендовало сразу несколько команд, в их числе назывались «Даллас Маверикс», «Сакраменто Кингз» и «Голден Стэйт Уорриорз», причём шансы «Уорриорз» заполучить игрока были наименее высокими из-за большого количества высокооплачиваемых игроков. Переговоры затянулись из-за ситуации с Дуайтом Ховардом, который вёл переговоры с теми же клубами, что и Андре, и представлялся более желанным усилением. Наконец, ситуация разрешилась, «Уорриорз» нашли способ расчистить свою платёжную ведомость, избавившись от нескольких игроков, и 5 июля 2013 года подписали с Игудалой четырёхлетний контракт на сумму 48 млн долларов. Игудала стал ценным дополнением к молодой команде и её лидерам — Стефену Карри и Клею Томпсону.
В дебютном сезоне под руководством Марка Джексона атакующая роль Игудалы ещё больше уменьшилась. Он участвовал в розыгрыше мяча на периметре, но редко сам завершал атаки. Зато в защите на Игудалу ложились важнейшие функции. Хотя из-за травмы он пропустил 18 игр регулярного сезона, его игра помогла «Уорриорз» стать третьей командой лиги по игре в защите. По итогам сезона 2013/2014 Игудала занял первое место в НБА по показателю плюс-минус, имея в среднем +9 за игру. В опросе на звание лучшего оборонительного игрока сезона он занял пятое место и был включён в первую Сборную всех звёзд защиты.
Летом 2014 года Марка Джексона на посту главного тренера «Уорриорз» сменил Стив Керр. Новый тренер решил заменить Игудалу в стартовой пятёрке на более молодого Харрисона Барнса, чтобы усилить атакующий потенциал команды и дать запасным в помощь опытного Андре, который, с учётом травмы Шона Ливингстона, мог бы выполнять функции плеймейкера. Количество игрового времени Игудалы снизилось в среднем на пять минут за игру. О том, как изменилась его роль в игре, Андре говорил следующее: «Я становлюсь старше и теперь много использую свой мозг. Мне приходится много думать, поскольку я уже не могу использовать своё тело так, как привык — много бегая и прыгая. Поэтому я должен быть умным игроком, но это помогает мне расти дальше». Он спокойно отнёсся к тому, что выходить на площадку приходится со скамейки запасных. Хорошее взаимопонимание между игроком и тренером было достигнуто во многом благодаря тому, что оба в своё время прошли школу Люта Олсона в Аризонском университете.
Такое решение оправдалось в полной мере, когда «Голден Стэйт» стали показывать лучший уровень игры за последние годы. Команда уверенно закрепилась наверху турнирной таблицы в Западной конференции. «Уорриорз» под руководством Стива Кера выиграли 67 матчей в сезоне 2014/2015. Это стало лучшим результатом как в Западной конференции, так и в лиге в целом. В плей-офф «Голден Стэйт» в первом раунде «всухую» обыграл «Нью-Орлеан Пеликанс». Во втором раунде, проигрывая в серии 1:2, «Уорриорз» сумели одержать три победы подряд над «Мемфис Гриззлис», благодаря чему вышли в финал конференции, где одержали победу над «Хьюстон Рокетс» со счётом 4:1.

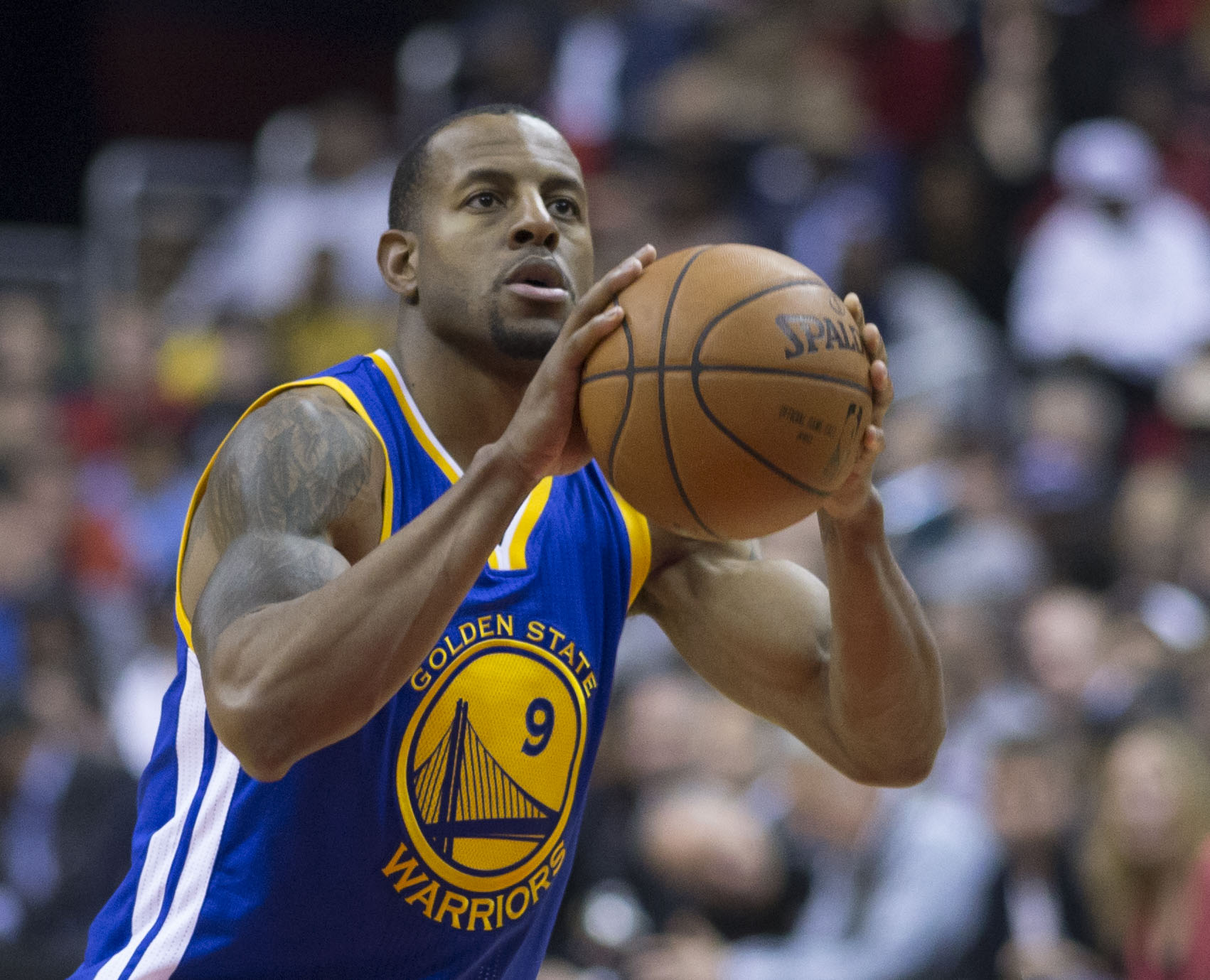
Андре Игудала в 2016 году

В финале НБА «Голден Стэйт» выиграл у «Кливленд Кавальерс» со счётом 4:2 и в третий раз в истории стал сильнейшим клубом лиги. По ходу серии, после того, как счет стал 2:1 в пользу «Кавальерс», главный тренер «Уорриорз» Стив Керр перевёл Андре в стартовую пятёрку. Игудала персонально защищался против главной звезды «Кавальерс» Леброна Джеймса. Когда Андре находился на площадке, Джеймс забрасывал лишь 38,1 % бросков с игры. Кроме того, Игудала действовал очень полезно и в атаке, в финальной серии набирая в среднем 16,3 очка, 5,8 подбора и 4 передачи, а в шестой игре серии забросил несколько особенно важных трёхочковых. Его перевод в стартовую пятёрку существенным образом сказался на ходе противостояния, после этого «Голден Стэйт» одержал три победы подряд и выиграл серию. Игудала был признан самым ценным игроком финала, причём впервые этот титул достался игроку, который не все матчи финальной серии начинал в стартовой пятёрке; кроме того, ни в одной игре финальной серии Игудала не был лучшим на площадке в своей команде, а его статистические показатели были худшими среди MVP финалов начиная с 1985 года.
С началом сезона 2015/2016 Игудала вернулся на скамейку запасных. Хотя Керра, вынужденного отправиться на лечение, временно заменил его помощник Люк Уолтон, с которым Андре играл за университетскую команду, тактика команды осталась без изменений. «Уорриорз» провели лучший стартовый отрезок в истории НБА, одержав 24 победы с начала сезона и до первого поражения, а в конце сезона установили рекорд НБА по количеству побед в регулярном чемпионате — 73. В сезоне 2015/2016 Игудала был номинирован на звание лучшего шестого игрока НБА, но по итогам голосования стал вторым. В плей-офф «Уорриорз» выглядели менее блестяще, чем в регулярном сезоне, в частности, проигрывая 3:1 в финальной серии Западной конференции «Оклахоме» (и больше 10 очков в шестой игре серии в гостях), а затем в финале чемпионата уступив «Кавальерс» со счётом 4:3, хотя вели по ходу серии 3:1. Игудала, травмировавший спину в шестой игре финальной серии, несмотря на это, показал в финале высокие результаты — 16,3 очка за матч и 52 % попаданий с игры (в том числе 40 % из-за трёхочковой линии). Позже он высказал мнение, что лучшей командой плей-офф были не «Уорриорз» и даже не выигравший чемпионат «Кливленд», а «Оклахома-Сити».
Сезон 2016/2017 Игудала в очередной раз проводил как шестой игрок; ротация в клубе стала ещё более плотной с приходом в него Кевина Дюранта, а когда тот получил травму, «Уорриорз» проиграли четыре из шести игр. Раздражение Игудалы в связи с недостаточным игровым временем и неудачами клуба вылилось в марте в резкое выступление на одной из послематчевых конференций. На вопрос о том, знает ли игрок, что пропустит следующий матч, тот ответил: «Я делаю, что велит хозяин» (англ. I do what master say). Эта ремарка была расценена руководством НБА как расистская (несмотря на протесты самого Игудалы и тренера Стива Керра), и баскетболист был оштрафован на 10 тысяч долларов. По ходу сезона работавший с Игудалой на протяжении всей его 13-летней карьеры в НБА агент Роб Пелинка уволился из агентства Landmark Sports, заняв пост генерального менеджера «Лос-Анджелес Лейкерс». Свингмен «Уорриорз», чей контракт с клубом истекал летом, предпочёл продолжить сотрудничество с тем же агентством, сооснователь которого Брэд Розенталь занялся им лично. Игрок считал, что четырёхлетний контракт с «Голден Стэйт» на сумму в 48 миллионов уже был ниже, чем его реальная рыночная цена, и когда «Уорриорз» предложили ему новый контракт на три года и 36 миллионов с частичной гарантией в последний год, не скрывал своего разочарования. Между тем он снова, как и в сезоне 2014/2015, оказался очень полезен команде в финале чемпионата, и в пятой, последней игре серии, опекая Леброна Джеймса, сумел при этом ещё и принести «Голден Стэйт» 20 очков. В межсезонье 2017 года «Уорриорз» увеличили сумму предлагаемого трёхлетнего контракта до 42 миллионов, но Игудалу эта сумма тоже не устраивала — предполагалось, что он рассчитывает на 50. Игрок, недовольный условиями, которые предлагал ему клуб, начал переговоры с «Сакраменто», «Хьюстоном» и «Сан-Антонио Спёрс», но в конечном итоге именно «Уорриорз» смогли предложить ему контракт, соответствовавший его требованиям — 48 миллионов в три года с полной гарантией на весь срок.
Первый регулярный сезон после продления контракта стал для Игудалы неудачным: в нём игрок показал худшие результаты за всю карьеру в НБА, и критики уже готовы были списать его со счетов как постаревшего запасного со слишком высокой зарплатой. Однако с началом стыковых матчей 34-летний свингмен проявил себя совсем по-другому, став одним из ключевых игроков в обороне «Голден Стэйт». В частности, в серии против «Нью-Орлеана» ему удалось практически выключить из игры более высокого Николу Миротича, который в четвёртом и пятом матчах серии набрал в среднем меньше 10 очков. В третьей игре финала конференции против «Хьюстона» Игудала получил травму колена. Он не вернулся на площадку до конца этой серии — затянувшейся, по словам Стива Керра, исключительно из-за его отсутствия — и в первых двух играх финала чемпионата, который «Уорриорз», как и три предыдущих года, играли с «Кливлендом». Впрочем, к этому моменту счёт в финале был уже 2:0, и вскоре после возвращения Игудалы «Голден Стэйт» закончили серию всухую.
В свой шестой сезон с «Уорриорз» Игудала в пятый раз подряд вышел с командой в финал чемпионата НБА. В полуфинале Западной конференции против «Хьюстона» ему было поручено опекать Джеймса Хардена — действующего MVP и самого результативного игрока лиги со времён Майкла Джордана. За этот и предыдущий сезон Харден набирал против «Голден Стэйт» в среднем 40,3 очка за 100 атак, но в периоды, когда против него играл Игудала, этот показатель падал до 29 очков за 100 атак. В финале конференции Игудала успешно опекал лидера «Портленд Трэйл Блэйзерс» Дамиана Лилларда и принёс команде победу в первой игре серии, перехватив мяч в ходе последней атаки соперников. В финальной серии против «Торонто Рэпторс» он также принёс «Уорриорз» решающие очки во второй игре на площадке соперников. В общей сложности за 6 сезонов с «Уорриорз» Игудала набирал за матч регулярного сезона по 7,3 очка, 3,9 подбора, 3,4 результативных передачи и около 1,1 перехвата, проводя на площадке в среднем 26,7 минут. В плей-офф его показатели были выше — 9,3 очка, 4,4 подбора, 3,6 передачи и 1,2 перехвата за 29,8 минуты. За пять сезонов, которые клуб заканчивал в финале чемпионата НБА, у Игудалы был самый лучший из всех игроков «Голден Стэйт» баланс забитых и пропущенных мячей во время нахождения на площадке в финальных сериях («плюс-минус») — 166 (у второго места, Дрэймонда Грина — 145; приводятся данные после второй игры финальной серии 2019 года).

### «Мемфис Гриззлис» и «Майами Хит» (2019—2021)
7 июля 2019 года Игудала вместе с правом выбора в первом раунде драфта был отправлен в «Мемфис Гриззлис» в обмен на Джулиана Уошберна. В связи с этим обменом исполнительный директор «Голден Стэйт Уорриорз» Джо Лэйкоб объявил о планах вывести из обращения номер 9, под которым выступал Игудала. За «Мемфис», однако, тот не провёл ни одной игры и в феврале 2020 года перешёл в «Майами Хит» на условиях продления контракта. С новым клубом Игудала в шестой раз за карьеру дошёл до финала плей-офф чемпионата НБА, но там «Майами» в шести играх уступил «Лейкерс». В сезоне 2020/21 он набирал за игру в среднем 4,4 очка, 3,5 подбора и 2,3 передачи и выбыл с «Майами» из борьбы за титул уже в первом раунде плей-офф.

### Возвращение в «Голден Стэйт Уорриорз» (2021—2023)
После того как «Майами» летом 2021 года решили не продлевать контракт с Игудалой (сумма которого за год должна была составить 15 миллионов долларов), в августе было сообщено о возвращении игрока в состав «Уорриорз». Клуб подписал с ветераном годичный контракт. За сезон Игудала выходил на площадку более чем в 30 матчах, в которых в среднем отыгрывал почти по 20 минут, за это время принося команде по 4 очка и делая по 3,2 подбора и 3,7 результативных передачи. В плей-офф его использовали меньше, но всё же игрок выходил на площадку в семи играх и в итоге завоевал с «Уорриорз» свой четвёртый титул чемпиона НБА.
Летом 2022 года форвард продлил контракт с «Уорриорз» ещё на год, в своём подкасте дав понять, что это, возможно, будет его последний сезон в НБА. Ожидалось, что Игудала выступит в роли опытного ветерана, подключающегося к игре со скамейки запасных, но из-за травм он в итоге провёл только 8 игр в регулярном сезоне и ни одной — в плей-офф.
Перед началом сезона 2023/2024, после 19 сезонов в НБА, объявил о завершении игровой карьеры.

## Выступления за сборную
В июле 2002 года Игудала, только окончивший школу, играл за сборную США среди юношей до 18 лет на чемпионате Америки на венесуэльском острове Маргарита. Он провёл в стартовой пятёрке все пять матчей сборной на турнире, выполнял преимущественно оборонительные функции, в игре против аргентинской сборной отметился рекордными для своей команды десятью перехватами. Американская сборная проиграла в полуфинальном матче хозяевам турнира, сборной Венесуэлы, в два очка и заняла на чемпионате итоговое третье место.

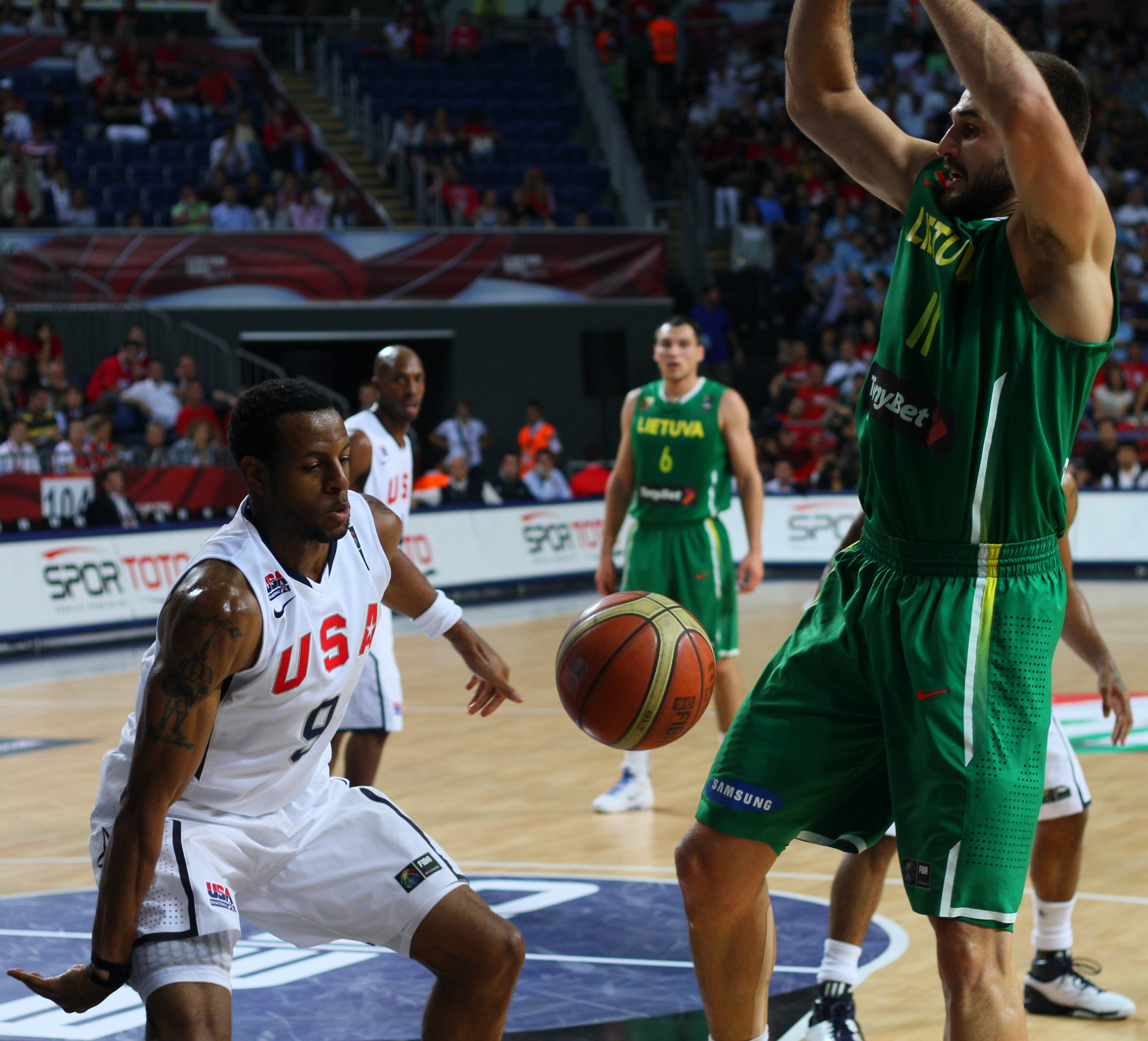
Игудала на Олимпиаде в Лондоне в матче против сборной Литвы

В 2004 году Игудалу приглашали в нигерийскую баскетбольную сборную, однако Андре ответил отказом, считая себя американцем и надеясь в будущем выступать за сборную США.
При подготовке американской сборной к чемпионату мира 2010 года Игудала был приглашён на сборы в Лас-Вегас. В двусторонней игре он хорошо проявил себя, набрав 17 очков и забросив три трёхочковых броска в трёх попытках. Тренер сборной Майк Кшижевски называл Андре одним из лучших игроков команды, имея в виду его универсальность и сравнивая с Пиппеном, а также отмечал его умение изолировать игроков команды соперника на периметре. После сборов Игудала стал игроком стартовой пятёрки американской сборной. В этом качестве он сыграл четыре товарищеских игры в рамках подготовки к чемпионату мира, а затем на самом чемпионате провёл все девять игр. Сборная США выиграла все свои матчи на чемпионате мира и впервые с 1994 года завоевала золотые медали турнира. Игудала был лидером своей команды по перехватам.
Лишь пять игроков, выигравших чемпионат мира в 2010 году, получили место в американской сборной на Олимпийских играх 2012 года в Лондоне. Команда была усилена звёздами НБА первой величины, такими как Леброн Джеймс, Коби Брайант и Кармело Энтони. Андре Игудала сохранил место в составе, хотя уже и не был игроком стартовой пятёрки. Поскольку костяк американской сборной составляли игроки, сильные, прежде всего, своими атакующими качествами, Игудала должен был дополнять их игрой в обороне против сильных игроков соперников, отбирать мяч и начинать быстрый прорыв. Он принимал участия во всех пяти товарищеских матчах, проведённых американцами до Олимпиады, а затем участвовал во всех восьми играх лондонского турнира. Сборная США, не потерпев ни одного поражения, во второй раз подряд выиграла золотые медали.
Игудала был включён в расширенный состав сборной США на сезон 2014—2016. Из-за травмы он вынужден был пропустить чемпионат мира 2014 года, на котором американская команда выиграла золотые медали. В августе 2015 года Андре был освобождён тренером Кшижевски от участия в тренировочном лагере сборной в Лас-Вегасе, поскольку в это время справлял свадьбу. Вместе с тем Кшижевски отметил, что всё ещё рассматривает кандидатуру Игудалы при выборе состава на летние Олимпийские игры 2016 года. Однако в итоговый состав сборной, оглашённый в июне 2016 года, Игудала не попал.

## Стиль игры

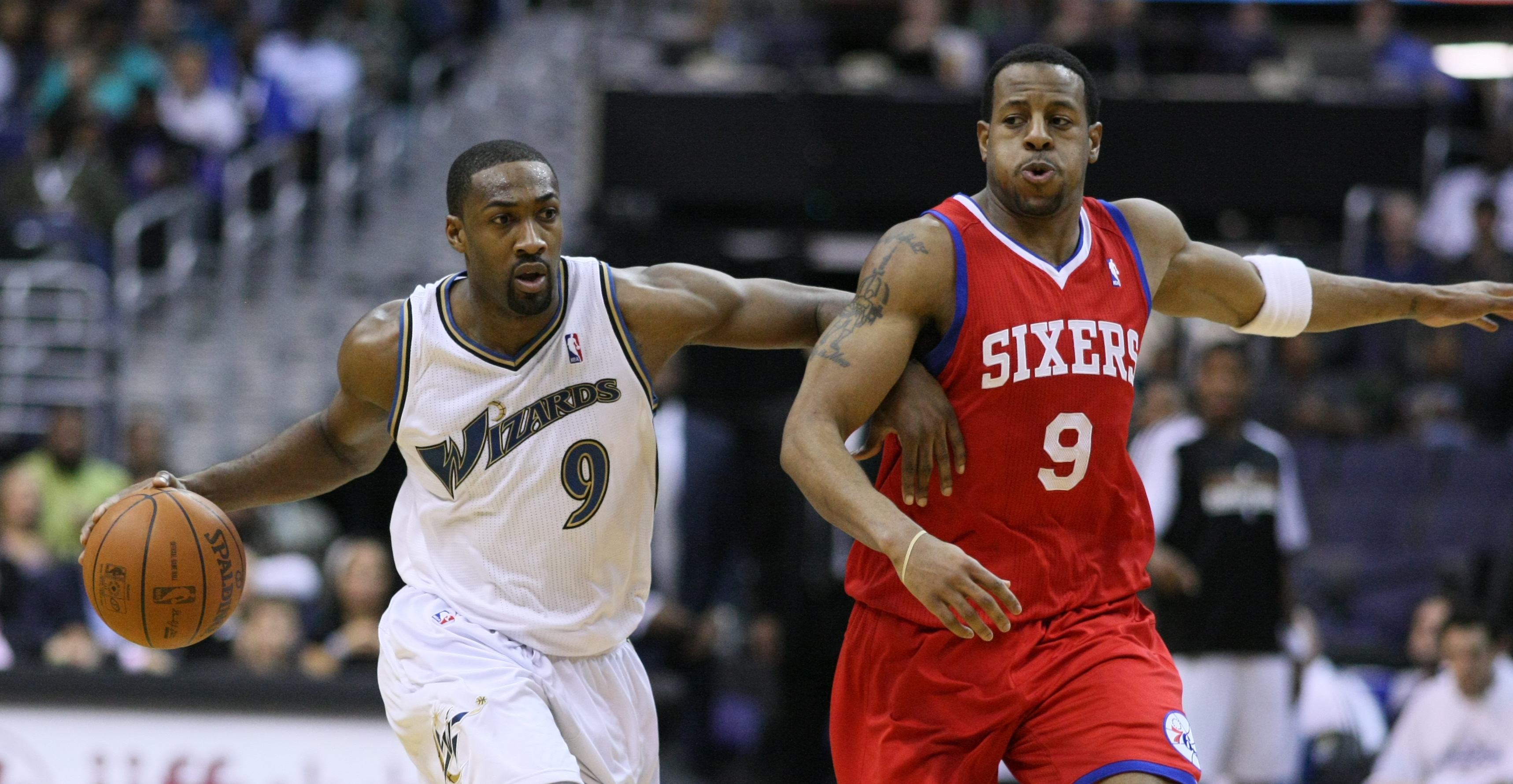
Игудала защищается против Гилберта Аринаса

Тренер Стив Керр считает, что у Игудалы и Скотти Пиппена много общего. Оба игрока не отличаются хорошим броском, из-за чего вынуждены в своей игре делать акцент на другие задачи. Игудала, как и Пиппен, обладает неплохим пасом, отлично действует в обороне и имеет хорошие физические данные. Аналогичного сравнения Игудала был удостоен от помощника генерального менеджера «Филадельфии» Тони Дилео, который также находил сходство с Пиппеном в его умении отдавать передачи, выводить партнёров на удобные позиции и атаковать, когда это требуется.
Игудала считается одним из лучших обороняющихся игроков в НБА. Дважды он был удостоен включения в символическую Сборную всех звёзд защиты по итогам регулярного сезона (в первую сборную в 2014 году и во вторую — в 2011 году). При этом Игудала не имеет выдающихся показателей по блок-шотам или подборам. Его сила в персональной опеке ведущего игрока соперника, будь то защитник или форвард. Для быстрых защитников он является сложным препятствием из-за своих габаритов, а для форвардов он слишком быстр. Игудала эффективно навязывает сопернику борьбу, мешая занять комфортную позицию и сделать точный бросок.
Тренер Игудалы в «Денвер Наггетс» Джордж Карл отмечал, что влияние Игудалы на игру хорошо заметно по тому, как уменьшается количество набранных командой-противником очков в матчах, где играет Андре. Согласно Synergy Sports, Игудала — пятый среди игроков НБА по показателю набранных его оппонентом очков в среднем за одно владение мячом. Также он пятый в списке игроков, вынуждающих противника совершать потери при розыгрыше пик-н-ролла. Самый главный показатель, характеризующий его игру в обороне — это защитная эффективность при игре один на один с соперником. По этому показателю Игудала второй в лиге.
Атакующая эффективность Игудалы никогда не была очень высокой. В отличие от многих игроков, играющих на его позиции, он чаще отдаёт передачи, чем завершает атаки броском. Во время выступлений за «Филадельфию» после ухода Айверсона Игудале в отсутствие других лидеров приходилось брать на себя игру в решающей фазе и бросать по кольцу. Не имея хорошо поставленного броска, Игудала предпочитал атаковать с близкой дистанций и, благодаря физическим данным, хорош в данках и лэй-апах. В 2006 году он выступал на конкурсе НБА по броскам сверху, уступив в финале Нейту Робинсону. После ухода из «Филадельфии» Игудала стал играть в «Денвере» и в «Голден Стэйт» иные роли, более не требовавшие от него прорываться к кольцу и завершать атаку, кроме того, возраст игрока начал сказываться на его результативности. Он стал чаще атаковать из-за трёхочковой линии, поднял свой процент реализации трёхочковых бросков до 35 % в 2011—2014 годах.

## Личная жизнь
Ещё в старшей школе Игудала начал встречаться с Кристиной Гутьеррес. У них есть сын Андре-младший, который родился 24 марта 2007 года. В 2013 году, после подписания Андре контракта с «Голден Стэйт», все трое поселились в Окленде. 8 августа 2015 года Игудала и Гутьеррес поженились. Свадебная церемония прошла на пляже в мексиканском Лос-Кабосе, в числе гостей присутствовали партнёры Андре по «Уорриорз», Руди Гей, Кент Бейзмор, Джермейн О'Нил и Эван Тёрнер. Также у Игудалы есть дочь Лэндон от хип-хоп-модели Клэяны Уортон, с которой он, по её словам, встречался с 2004 по 2009 год. В филадельфийской прессе в 2009 году широко освещался иск Уортон к Игудале относительно алиментов.
В свободное время Игудала любит читать и играть в видеоигры, особенно в баскетбольные симуляторы из серии NBA 2K. В 2009 году он участвовал в турнире, организованном в Нью-Йорке для продвижения NBA 2K10. Андре обыграл игроков НБА Нейта Робинсона, Брука Лопеса и Рэджона Рондо, уступив в финале рэперу Wale. Помимо баскетбола Игудала интересуется теннисом, называет себя поклонником Роджера Федерера.
Андре Игудала создал благотворительный фонд для детей, которым управляет его мать, Линда Шаклин. Вместе с Кевином Гэмблом он проводил в родном Спрингфилде детский баскетбольные лагерь, в рамках которого вместе с несколькими партнёрами по НБА участвовал в показательных матчах. В марте 2006 года Игудала создал фонд помощи жертвам торнадо в Спрингфилде, частично профинансировав его из своих средств и частично путём онлайн-аукциона и сбора средств. Благотворительные инициативы Андре были отмечены сайтом Sporting News, назвавшим его в числе «хороших парней» 2006 года.

## Достижения
НБА
- Чемпион НБА в сезоне 2014/2015, 2016/2017, 2017/2018, 2021/2022
- Самый ценный игрок финала НБА 2015
- Участник Матча всех звёзд НБА 2012
- Включён в первую сборную всех звёзд защиты НБА 2014
- Включён во вторую сборную всех звёзд защиты НБА 2011
- Включён во вторую сборную новичков НБА 2005
- Самый ценный игрок матча новичков НБА 2006
- Лидер регулярного сезона НБА по сыгранным минутам и минутам, проведённым в среднем за игру, в сезоне 2008/2009
- 23 февраля 2025 года клуб «Голден Стэйт Уорриорз» навечно закрепил за Игудалой номер 9[71].

Сборная США
- Олимпийский чемпион 2012 года
- Чемпион мира 2010 года
- Бронзовый призёр юношеского чемпионата мира 2002 года

## Статистика

### Статистика в НБА
| Сезон                                                                                    | Команда      | Регулярный сезон | Регулярный сезон | Регулярный сезон | Регулярный сезон | Регулярный сезон | Регулярный сезон | Регулярный сезон | Регулярный сезон | Регулярный сезон | Регулярный сезон | Регулярный сезон | Серия плей-офф | Серия плей-офф | Серия плей-офф | Серия плей-офф | Серия плей-офф | Серия плей-офф | Серия плей-офф | Серия плей-офф | Серия плей-офф | Серия плей-офф | Серия плей-офф |
| Сезон                                                                                    | Команда      | GP               | GS               | MPG              | FG%              | 3P%              | FT%              | RPG              | APG              | SPG              | BPG              | PPG              | GP             | GS             | MPG            | FG%            | 3P%            | FT%            | RPG            | APG            | SPG            | BPG            | PPG            |
| ---------------------------------------------------------------------------------------- | ------------ | ---------------- | ---------------- | ---------------- | ---------------- | ---------------- | ---------------- | ---------------- | ---------------- | ---------------- | ---------------- | ---------------- | -------------- | -------------- | -------------- | -------------- | -------------- | -------------- | -------------- | -------------- | -------------- | -------------- | -------------- |
| 2004/05                                                                                  | Филадельфия  | 82               | 82               | 32,8             | 49,3             | 33,1             | 74,3             | 5,7              | 3,0              | 1,7              | 0,6              | 9,0              | 5              | 5              | 38,4           | 46,5           | 33,3           | 50,0           | 4,6            | 3,0            | 2,8            | 1,0            | 9,8            |
| 2005/06                                                                                  | Филадельфия  | 82               | 82               | 37,6             | 50,0             | 35,4             | 75,4             | 5,9              | 3,1              | 1,6              | 0,3              | 12,3             | Не участвовал  | Не участвовал  | Не участвовал  | Не участвовал  | Не участвовал  | Не участвовал  | Не участвовал  | Не участвовал  | Не участвовал  | Не участвовал  | Не участвовал  |
| 2006/07                                                                                  | Филадельфия  | 76               | 76               | 40,3             | 44,7             | 31,0             | 82,0             | 5,7              | 5,7              | 2,0              | 0,4              | 18,2             | Не участвовал  | Не участвовал  | Не участвовал  | Не участвовал  | Не участвовал  | Не участвовал  | Не участвовал  | Не участвовал  | Не участвовал  | Не участвовал  | Не участвовал  |
| 2007/08                                                                                  | Филадельфия  | 82               | 82               | 39,5             | 45,6             | 32,9             | 72,1             | 5,4              | 4,8              | 2,1              | 0,6              | 19,9             | 6              | 6              | 39,0           | 33,3           | 14,3           | 72,1           | 4,8            | 5,0            | 2,2            | 0,2            | 13,2           |
| 2008/09                                                                                  | Филадельфия  | 82               | 82               | 39,9             | 47,3             | 30,7             | 72,4             | 5,7              | 5,3              | 1,6              | 0,4              | 18,8             | 6              | 6              | 44,8           | 44,9           | 39,3           | 65,2           | 6,3            | 6,7            | 1,8            | 0,0            | 21,5           |
| 2009/10                                                                                  | Филадельфия  | 82               | 82               | 38,9             | 44,3             | 31,0             | 73,3             | 6,5              | 5,8              | 1,7              | 0,7              | 17,1             | Не участвовал  | Не участвовал  | Не участвовал  | Не участвовал  | Не участвовал  | Не участвовал  | Не участвовал  | Не участвовал  | Не участвовал  | Не участвовал  | Не участвовал  |
| 2010/11                                                                                  | Филадельфия  | 67               | 67               | 36,8             | 44,5             | 33,7             | 69,3             | 5,8              | 6,3              | 1,5              | 0,6              | 14,1             | 5              | 5              | 36,4           | 42,3           | 21,4           | 71,4           | 7,0            | 6,8            | 1,0            | 0,4            | 11,4           |
| 2011/12                                                                                  | Филадельфия  | 62               | 62               | 35,6             | 45,4             | 39,4             | 61,7             | 6,1              | 5,5              | 1,7              | 0,5              | 12,4             | 13             | 13             | 38,9           | 38,4           | 38,8           | 58,9           | 5,7            | 3,7            | 1,5            | 0,4            | 12,9           |
| 2012/13                                                                                  | Денвер       | 80               | 80               | 34,7             | 45,1             | 31,7             | 57,4             | 5,3              | 5,4              | 1,7              | 0,7              | 13,0             | 6              | 6              | 40,6           | 50,0           | 48,3           | 72,0           | 8,0            | 5,3            | 2,0            | 0,3            | 18,0           |
| 2013/14                                                                                  | Голден Стэйт | 63               | 63               | 32,4             | 48,0             | 35,4             | 65,2             | 4,7              | 4,2              | 1,5              | 0,3              | 9,3              | 7              | 7              | 35,5           | 51,6           | 53,3           | 60,6           | 4,7            | 4,4            | 1,3            | 0,3            | 13,1           |
| 2014/15                                                                                  | Голден Стэйт | 77               | 0                | 26,9             | 46,6             | 34,9             | 59,6             | 3,3              | 3,0              | 1,2              | 0,3              | 7,8              | 21             | 3              | 30,2           | 47,4           | 35,4           | 41,5           | 4,5            | 3,6            | 1,2            | 0,3            | 10,4           |
| 2015/16                                                                                  | Голден Стэйт | 65               | 1                | 26,6             | 47,8             | 35,1             | 61,4             | 4,0              | 3,4              | 1,1              | 0,3              | 7,0              | 24             | 3              | 32,0           | 47,6           | 38,5           | 56,1           | 4,4            | 3,8            | 1,2            | 0,4            | 8,9            |
| 2016/17                                                                                  | Голден Стэйт | 76               | 0                | 26,3             | 52,8             | 36,2             | 70,6             | 4,0              | 3,4              | 1,0              | 0,5              | 7,6              | 16             | 0              | 26,2           | 45,5           | 19,0           | 57,7           | 4,1            | 3,2            | 0,9            | 0,4            | 7,2            |
| 2017/18                                                                                  | Голден Стэйт | 64               | 7                | 25,4             | 46,3             | 28,2             | 63,2             | 3,8              | 3,3              | 0,8              | 0,6              | 6,0              | 15             | 12             | 26,8           | 49,4           | 37,8           | 70,6           | 4,5            | 2,7            | 1,4            | 0,5            | 8,1            |
| 2018/19                                                                                  | Голден Стэйт | 68               | 13               | 23,2             | 50,0             | 33,3             | 58,2             | 3,7              | 3,2              | 0,9              | 0,8              | 5,7              | 21             | 15             | 30,0           | 49,4           | 35,0           | 37,8           | 4,3            | 4,0            | 1,1            | 1,1            | 9,8            |
| 2019/20                                                                                  | Майами       | 21               | 0                | 19,9             | 43,2             | 29,8             | 40,0             | 3,7              | 2,4              | 0,7              | 1,0              | 4,6              | 21             | 0              | 19,5           | 46,2           | 35,9           | 71,4           | 2,6            | 1,5            | 0,8            | 0,6            | 3,8            |
| 2020/21                                                                                  | Майами       | 63               | 5                | 21,2             | 38,3             | 33,0             | 65,8             | 3,5              | 2,3              | 0,9              | 0,6              | 4,4              | 4              | 0              | 17,8           | 54,5           | 42,9           | -              | 3,0            | 1,3            | 1,0            | 0,5            | 3,8            |
| 2021/22                                                                                  | Голден Стэйт | 31               | 0                | 19,4             | 38,0             | 23,0             | 75,0             | 3,2              | 3,7              | 0,9              | 0,7              | 4,0              | 7              | 0              | 8,8            | 44,4           | 33,3           | 66,7           | 1,0            | 1,7            | 0,0            | 0,3            | 1,6            |
| 2022/23                                                                                  | Голден Стэйт | 8                | 0                | 14,1             | 46,7             | 11,1             | 66,7             | 2,1              | 2,4              | 0,5              | 0,4              | 2,1              | Не участвовал  | Не участвовал  | Не участвовал  | Не участвовал  | Не участвовал  | Не участвовал  | Не участвовал  | Не участвовал  | Не участвовал  | Не участвовал  | Не участвовал  |
|                                                                                          | Всего        | 1231             | 784              | 32,1             | 46,3             | 33,0             | 70,9             | 4,9              | 4,2              | 1,4              | 0,5              | 11,3             | 177            | 81             | 29,8           | 45,8           | 35,5           | 58,3           | 4,4            | 3,5            | 1,2            | 0,5            | 9,4            |
| Наведите курсор мыши на аббревиатуры в заголовке таблицы, чтобы прочесть их расшифровку. |              |                  |                  |                  |                  |                  |                  |                  |                  |                  |                  |                  |                |                |                |                |                |                |                |                |                |                |                |

### Статистика в NCAA
| Сезон | Команда | Conf   | Class | GP | GS | MPG  | FG%  | 3P%  | FT%  | RPG | APG | SPG | BPG | PPG  |
| --- | ------- | ------ | ----- | -- | -- | ---- | ---- | ---- | ---- | --- | --- | --- | --- | ---- |
| 2002/03 | Аризона | Pac-10 | FR    | 32 | 4  | 19,2 | 38,1 | 20,5 | 67,0 | 4,9 | 2,1 | 1,5 | 0,6 | 6,4  |
| 2003/04 | Аризона | Pac-10 | SO    | 30 | 30 | 32,1 | 45,0 | 31,5 | 78,8 | 8,4 | 4,9 | 1,6 | 0,4 | 12,9 |
| Всего | Всего   | Всего  | Всего | 62 | 34 | 25,4 | 42,4 | 27,4 | 73,8 | 6,6 | 3,4 | 1,5 | 0,5 | 9,6  |
| Наведите курсор мыши на аббревиатуры в заголовке таблицы, чтобы прочесть их расшифровку Статистика приведена с сайта sports-reference.com |         |        |       |    |    |      |      |      |      |     |     |     |     |      |